# Катастрофа Boeing 707 під Віндгуком
Катастрофа Boeing 707 під Віндгуком — велика авіаційна катастрофа, що сталася у суботу 20 квітня 1968 року на околицях Віндгука (Південно-Західна Африка, нині Намібія). Пасажирський авіалайнер Boeing 707-344C південноафриканської авіакомпанії South African Airways виконував рейс SA228 за маршрутом Йоганнесбург — Віндгук — Луанда — Лас-Пальмас-де-Гран-Канарія — Франкфурт-на-Майні — Лондон, але через 5 хвилин після зльоту з міжнародного аеропорту імені Осія Кутако у Віндгуці літак врізався в гору в 5 км від аеропорту. Зі 128 осіб (116 осіб і 12 членів екіпажу), що знаходились на борту, загинуло 123.
Найбільша авіакатастрофа в історії Намібії.

## Літак
Boeing 707-344C з бортовим номером ZS-EUW (заводський — 19705, серійний — 675) і з назвою Pretoria був випущений компанією The Boeing Company в 1968 році і 5 лютого здійснив свій перший політ. Його чотири турбореактивні двигуни Pratt & Whitney JT3D-7 і розвивали силу тяги 4×19 000 фунтів. 22 лютого авіалайнер було передано південноафриканському національному авіаперевізнику South African Airways (SAA) і на момент катастрофи налітав 238 годин.

## Хронологія подій
Літак виконував рейс SA228/129 за маршрутом Йоганнесбург — Віндгук — Луанда — Лас-Пальмас-де-Гран-Канарія — Франкфурт-на-Майні — Лондон, керував ним екіпаж з 12 осіб у складі 49-річного командира Еріка Р. Сміта (англ. Eric R. Smith), 34-річного другого пілота Джона П. Холлідея (англ. John P. Holliday), 26-річного змінного другого пілота Річарда Ф. Армстронга (англ. Richard F. Armstrong), 44-річного штурмана Гаррі Ч Хоу (англ. Harry C. Howe), 50-річного бортінженера Філіпа Е. Міннаара (англ. Phillip A. Minnaar) та 7 бортпровідників. У Йоганнесбурзі на борт Боїнга сіли 105 пасажирів, ще один запізнився на рейс, хоча його багаж вже був на борту. О 16:45 (тут і далі вказано час GMT) рейс 228 вилетів з аеропорту імені Яна Сметса в Йоханесбурзі та без відхилень долетів до Віндхука. Посадка у Віндхуку була досить жорсткою, крім того, пробіг був коротшим, ніж зазвичай, але на думку комісії, вона була без істотних відхилень.